# Hear You
Hear You è il terzo album della band math rock giapponese Toe. In Asia è stato pubblicato dalla White Noise Records di Hong Kong il 22 luglio 2015, mentre nel resto del mondo è uscito il 24 luglio del 2015 con l'etichetta americana Topshelf Records. Il disco segna una svolta verso un sound più incentrato su suoni minimal, e accenni vocali e ha infatti ricevuto valutazioni positive dalla critica.

## Tracce
1. Premonition (Beginning of a Desert of Human) – 2:05
2. A Desert Human – 3:17
3. Commit Ballad – 4:06
4. The World According To – 3:26
5. My Little Wish – 3:59
6. Song Silly – 5:02
7. Boyo – 4:17
8. Time Goes – 1:41
9. オトトタイミングキミト – 3:29
10. G.O.O.D L.U.C.K – 3:23
11. Because I Hear You – 4:42

Durata totale: 39:27